# سينثاز
سينثاز (Synthase) هو أي إنزيم يقوم بتحفيز عملية تخليق حيوي (اصطناع حيوي). يندرج تحت هذه الطائفة عدد كبير من الإنزيمات، والتي تسمّى بالاسم وليس عن طريق الترميز، إذ أن إنزيمات سينثاز ليس لها رقم تصنيف إنزيمي (رقم EC).
كان لفظ سينثاز في الماضي (قبل سنة 1984) مرادفاً للفظ ليغاز. مع العلم أن إنزيمات لياز تقوم بتحفيز تفاعل التكسير المعاكس.

## اقرأ أيضاً
- فلوريناز
- ليغاز
- لياز
- بورفوبيلينوجين سينثاز
- سينثيز بيتا-كيتوأسيل-ACP